# Етноприматологія
Етноприматологія — розділ етномастозоології, який досліджує екологічні і культурні взаємозв'язки між людиною і іншими приматами.